# Gole dell’Alcantara
Koordinaten: 37° 53′ N, 15° 10′ O

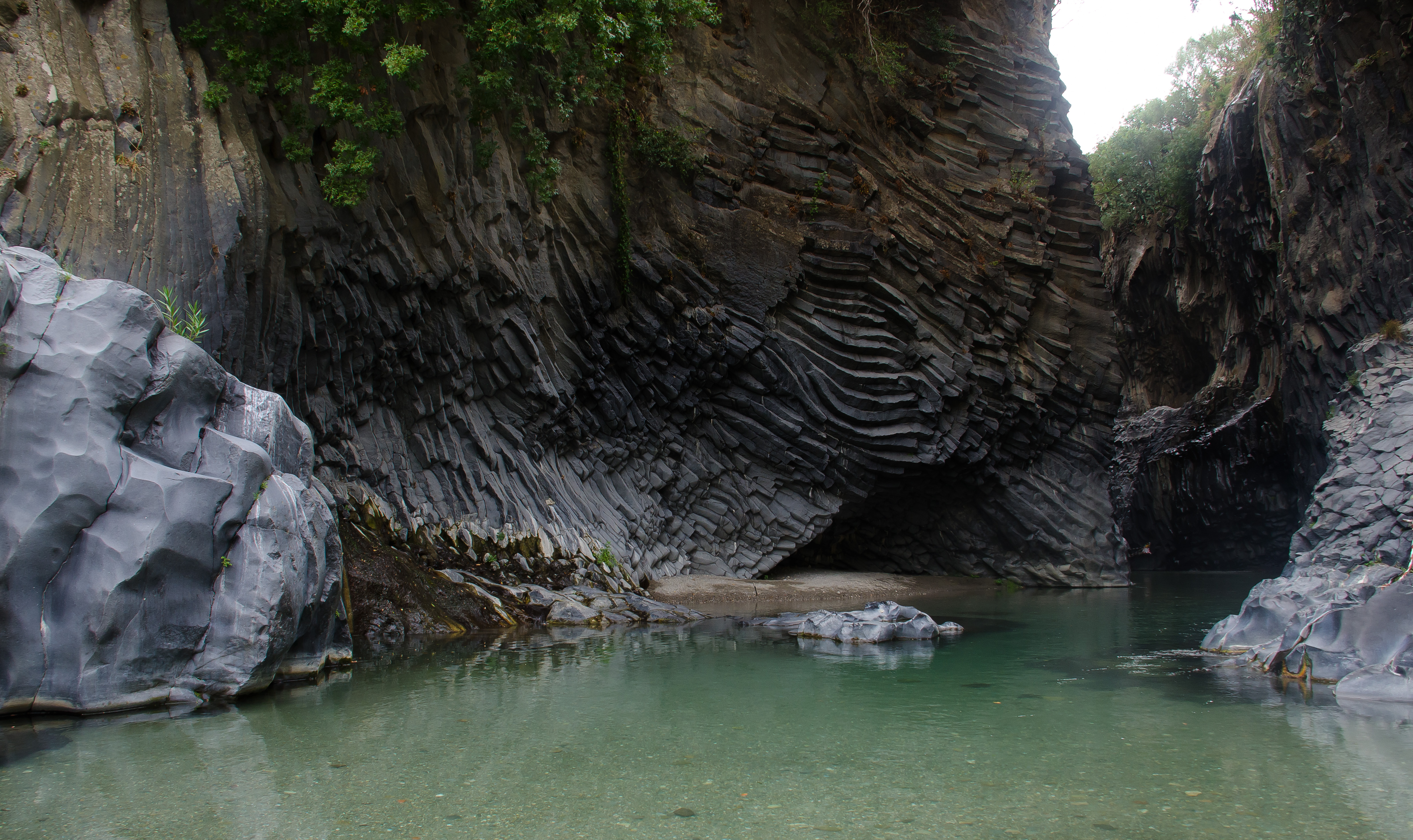
Ausgang der Schlucht

Die Gole dell’Alcantara sind Schluchten am Fluss Alcantara auf Sizilien. Sie sind bis zu zwanzig Meter tief und vier bis fünf Meter breit und haben sich über tausende Jahre in das Lavagestein des nahen Ätna gefressen.
Das Lavagestein ist eines der charakteristischsten Merkmale der Schluchten. Die Wände bestehen aus basaltischer Lava, die siliziumarm und reich an Eisen, Magnesium und Calcium ist. Ein langsam erkaltender Lavastrom ermöglichte die Entstehung der prismischen, fünf- und sechseckigen Säulen.
Die Schluchten befinden sich an der Staatsstraße 185 zwischen Taormina/Giardini Naxos und Randazzo, kurz vor Francavilla di Sicilia.

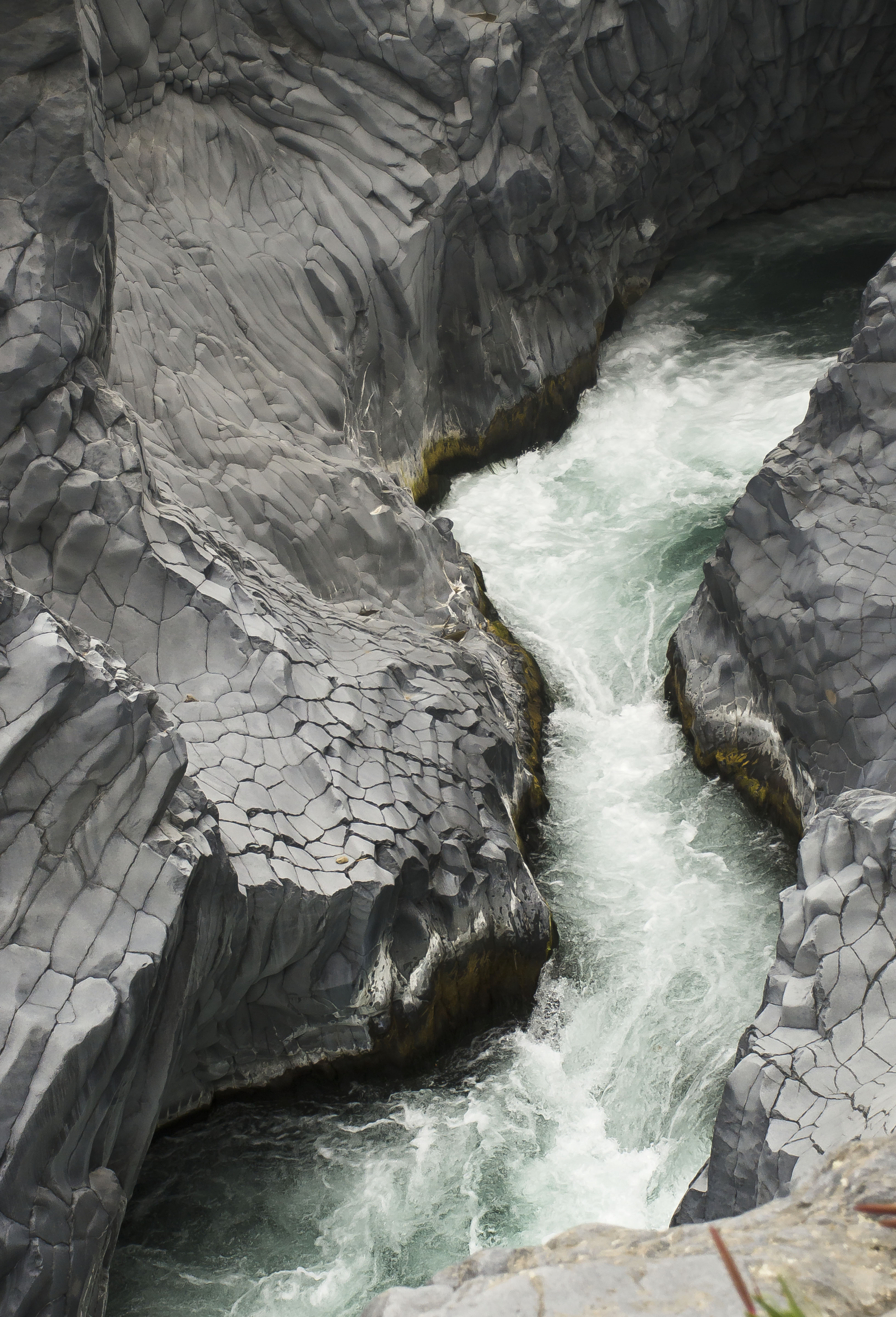
Blick in die Schlucht